# فرودگاه صحرایی دلامار لندینگ
فرودگاه صحرایی دلامار لندینگ (به انگلیسی: Delamar Landing Field) یک فرودگاه است که یک باند فرود سنگفرش دارد. این فرودگاه در کشور ایالات متحده آمریکا قرار دارد .